# Calafell
Calafell è un comune spagnolo di 13 503 abitanti situato nella comunità autonoma della Catalogna.